# Internationale Organisation der Obersten Rechnungskontrollbehörden
Die International Organization of Supreme Audit Institutions (INTOSAI) oder auf Deutsch Internationale Organisation der Obersten Rechnungskontrollbehörden ist eine Dachorganisation der Obersten Rechnungskontrollbehörden einzelner Staaten und des Europäischen Rechnungshofes als supranationaler Organisation sowie einiger Organisationen (darunter die Weltbank) mit Beobachterstatus. Sie hat ihren Sitz in Wien und wurde im Jahre 1953 gegründet. Der Präsident des Rechnungshofes der Republik Österreich ist automatisch Generalsekretär der INTOSAI.
Im Jahr 2010 gehören der Organisation 189 Mitglieder an: Liste der Mitglieder.
Ihr Ziel ist globales Entwickeln und die Verbreitung von Erkenntnissen sowie das Verbessern der Prüfungen im öffentlichen Bereich.

## International Standards of Supreme Audit Institutions (ISSAI)
Das INTOSAI Professional Standards Committee (INTOSAI PSC) entwickelt die International Standards of Supreme Audit Institutions (ISSAI). Diese ist zur Anwendung bei Prüfungen im öffentlichen Bereich vorgesehenen, die im Entwurfsstadium befindlichen Berufsgrundlagen sollen Empfehlungscharakter für die in der INTOSAI organisierten Rechnungskontrollbehörden bekommen.
Die Bausteine der ISSAI sind:
- Prinzipien (d. h. die Lima-Deklaration),
- Codices (z. B. der Ethikkodex der SAIs),
- Prüfungsprinzipien und Prüfungsleitlinien sowie
- weitere Führungsleitlinien (Governance Guidance) für den öffentlichen Bereich

## Regionale Arbeitsgruppen
- Lateinamerikanische und karibische Organisation der Obersten Rechnungskontrollbehörden (OLACEFS), gegründet 1965
- Afrikanische Organisation der Obersten Rechnungskontrollbehörden (AFROSAI), gegründet 1976
- Arabische Organisation der Obersten Rechnungskontrollbehörden (ARABOSAI), gegründet 1976
- Asiatische Organisation der Obersten Rechnungskontrollbehörde (ASOSAI), gegründet 1978
- Pazifische Assoziation der Obersten Rechnungskontrollbehörden (PASAI), gegründet 1987
- Karibische Organisation der Obersten Rechnungskontrollbehörden (CAROSAI), gegründet 1988
- Europäische Organisation der Obersten Rechnungskontrollbehörden (EUROSAI), gegründet 1990